# Batalla del Bàgradas (49 aC)
|  | Per a altres significats, vegeu «Batalla del riu Bàgradas». |

La batalla del Bàgradas fou un enfrontament de la Segona guerra civil romana, entre els bàndols dels Populares, liderats per Juli Cèsar, i la facció conservadora del Senat romà coneguda com a Optimats i liderada per Gneu Pompeu Magne. Aquest combat fou la continuació de la batalla d'Útica (49 aC) entre el general de Cèsar Gai Escriboni Curió i les tropes de Publi Ati Var i el seu aliat Juba I de Numídia, que s'alçaren amb la victòria.

## Preludi
A l'inici de la Segona guerra civil romana, Juli Cèsar va avançar ràpidament sobre Itàlia, capturant Roma i forçant a Pompeu a fugir cap a Grècia. Cèsar prengué el control de la Gàl·lia, Il·líria i Itàlia, mentre Pompeu controlava encara Grècia, Hispània i el nord d'Àfrica.
Cèsar va decidir dirigir els seus exèrcits cap a Hispània, si bé va deixar 4 legions al càrrec de Gai Escriboni Curió per assegurar Sicília i des d'allí, saltar al nord d'Àfrica.
Per la seva part, els conservadors tenien 3 legions sota el comandament de Publi Ati Var. A més comptaven amb el suport del seu aliat el rei Juba I de Numídia, qui sentia una forta rancúnia contra Cèsar (qui havia acollit a un dels seus rivals) i Curió (aquest havia proposat que Numídia es convertís en província romana).

## Fets anteriors
L'expedició de Curió va començar amb èxit, desembarcant al Cap Bon i realitzant raids de cavalleria contra la ciutat d'Útica. Poc després derrotaria les tropes de Publi Ati Var en la batalla d'Útica, obligant a aquest a tancar-se i refugiar-se dins de la ciutat.
Curió es preparà per posar setge a la ciutat, quan va rebre notícies que el mateix rei Juba I es dirigia en socors d'Útica i es trobava a menys de vint milles. Davant d'això, Curió es va retirar cap al seu campament (al mateix lloc que Publi Corneli Escipió havia utilitzat 150 anys abans per conquerir la ciutat) i va ordenar a les dues legions que encara restaven a Sicília que travessessin cap a Àfrica.
Malgrat aquestes mesures de precaució, sembla que Curió va començar a rebre informes que Juba I s'havia aturat i que per raons incertes, estava de retorn al seu regne amb la majoria dels seus homes, deixant només un petit destacament sota les ordres del seu general Sabura. Temptat, Curió va ordenar a la seva cavalleria atacar a Sabura mentre ell els seguia amb la infanteria.
La cavalleria de Curió efectivament va trobar a Sabura i el va derrotar, fent-lo fugir. Curió va interrogar als presoners preguntant qui era el seu comandant, i com aquests respongueren 'Sabura', Curió va creure confirmat que s'estava enfrontant només a una petita part de l'exèrcit enemic. Envalentat, va ordenar continuar la marxa, malgrat la cavalleria estava exhausta i molts genets quedaren enrere.

## La Batalla
En aquest punt, les narracions sobre els fets del mateix Juli Cèsar i de l'historiador Apià difereixen. Segons Apià, Curió va arribar al riu Bàgradas on es va sorprende de topar amb l'exèrcit númid al complet. Davant d'això, Curió va intentar retirar-se a una posició elevada però els númids creuaren el riu i l'obligaren a presentar batalla. En clara inferioritat numèrica, Curió fou envoltat per la temuda cavalleria númida i aviat anihilat, havent molt pocs supervivents.
Segons la narració de Juli Cèsar, quan Curió va trobar al grup de Sabura, la força principal de Juba I encara es trobava a força distància, si bé havia enviat uns 2.000 genets gals i hispànics per reforçar el seu general. Sabura, davant de l'atac de Curió, va fingir retirar-se a poc a poc, quan de fet només estava guanyant temps. Quan en efecte, els romans estigueren massa cansats per continuar, Sabura passà a l'atac.
Cèsar coincideix amb Apià al narrar que la cavalleria númida aviat va derrotar a la romana, exhausta per la marxa i la batalla del dia anterior. La infanteria romana es veié doncs rodejada per un enemic cada cop més nombrós, a mesura que el cos principal de Juba I anava arribant al lloc de la batalla. Curió va intentar retirar-se a una posició elevada, enviant els estendards de les legions a unes muntanyes properes. Però Sabura se li avançà disposant cavalleria a les muntanyes, que caigueren sobre els romans. Curió va refusar fugir i fou anihilat i només alguns homes a cavall pogueren escapar.
Els supervivents arribaren fins al campament per descobrir que la flota havia fugit i els havia abandonat. Aparentment intentaren rendir-se a Publi Ati Var, però quan Juba I per fi va arribar a Útica, els va fer executar a tots.

## Conseqüències
La derrota dels homes de Cèsar fou tan severa que Pompeu i els seus aliats asseguraren el control del nord d'Àfrica, on es refugiarien i reorganitzarien després de la batalla de Farsàlia.